# Нендельн
Не́ндельн (нім. Nendeln) — село в Ліхтенштейні. Розташоване в муніципалітеті Ешен. Населення 1357 осіб.
Ближче села до Нендельн є Шанвальд, Ешен та інші..

## Історія
В письмових джерелах Нендельн не згадується з 14 по XVIII століття. Однак зустрічається діалектне слова «Nendla», а також схожі назви «Endlen» або «Änndlen», можливо, що від кельтського слова «Nantu».
Тут були знайдені стіни укріплень часів Римської імперії.

## Економіка
Тут розвинута промисловість, торгівля та сфера послуг.

## Транспорт
У селищі Нендельн є однойменна електрифікована залізнична станція: Станція «Нендельн» є одним з 4-х станцій у Ліхтенштейні розташованих в селі Нендельн, муніципалітету Ешен.
Вона заснована у 1872 році.

## Пам'ятки культури
Також збереглася церква Св. Себастьяна та Св. Рохуса 1639 року.

## Галерея

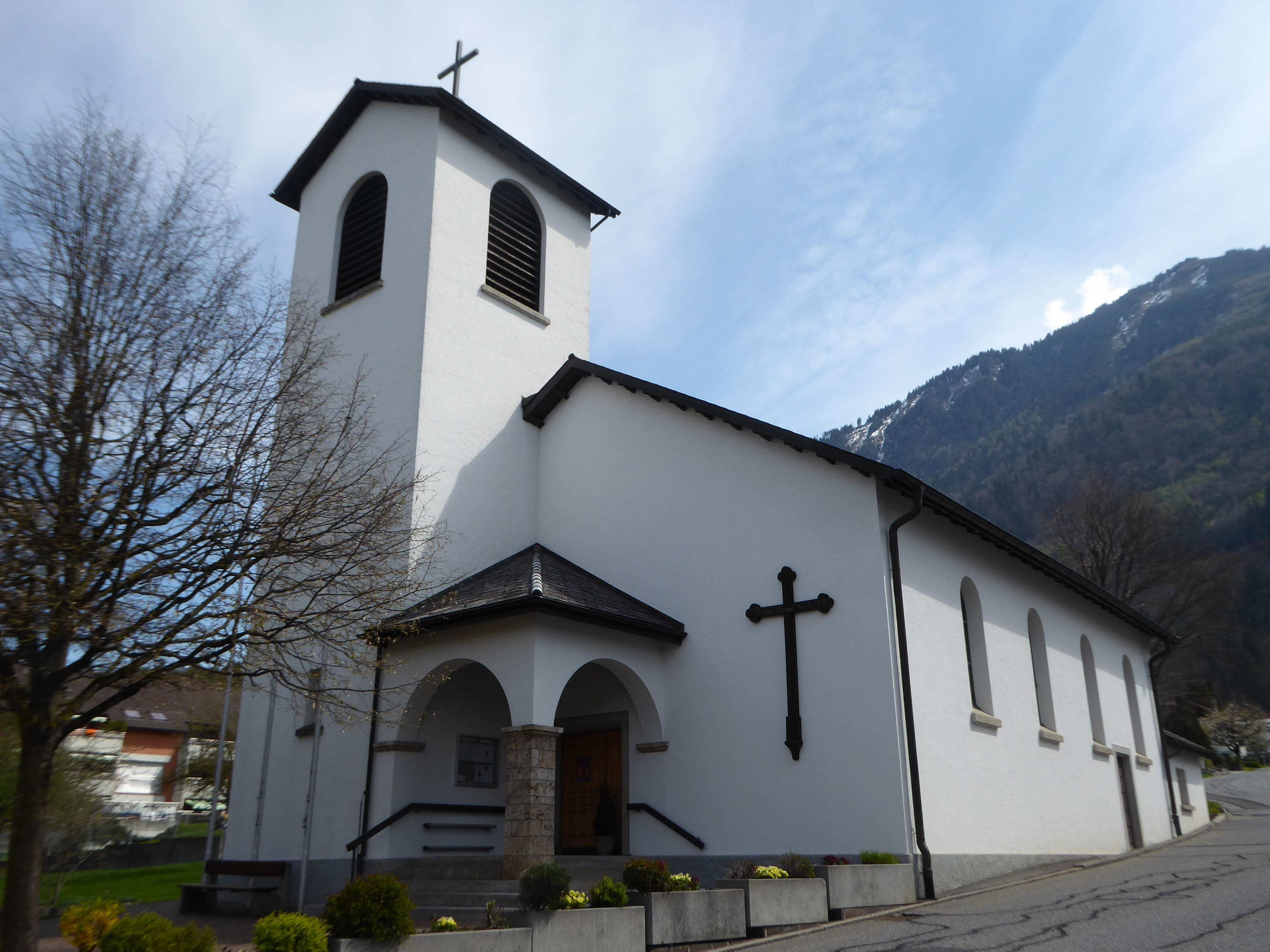
Церква
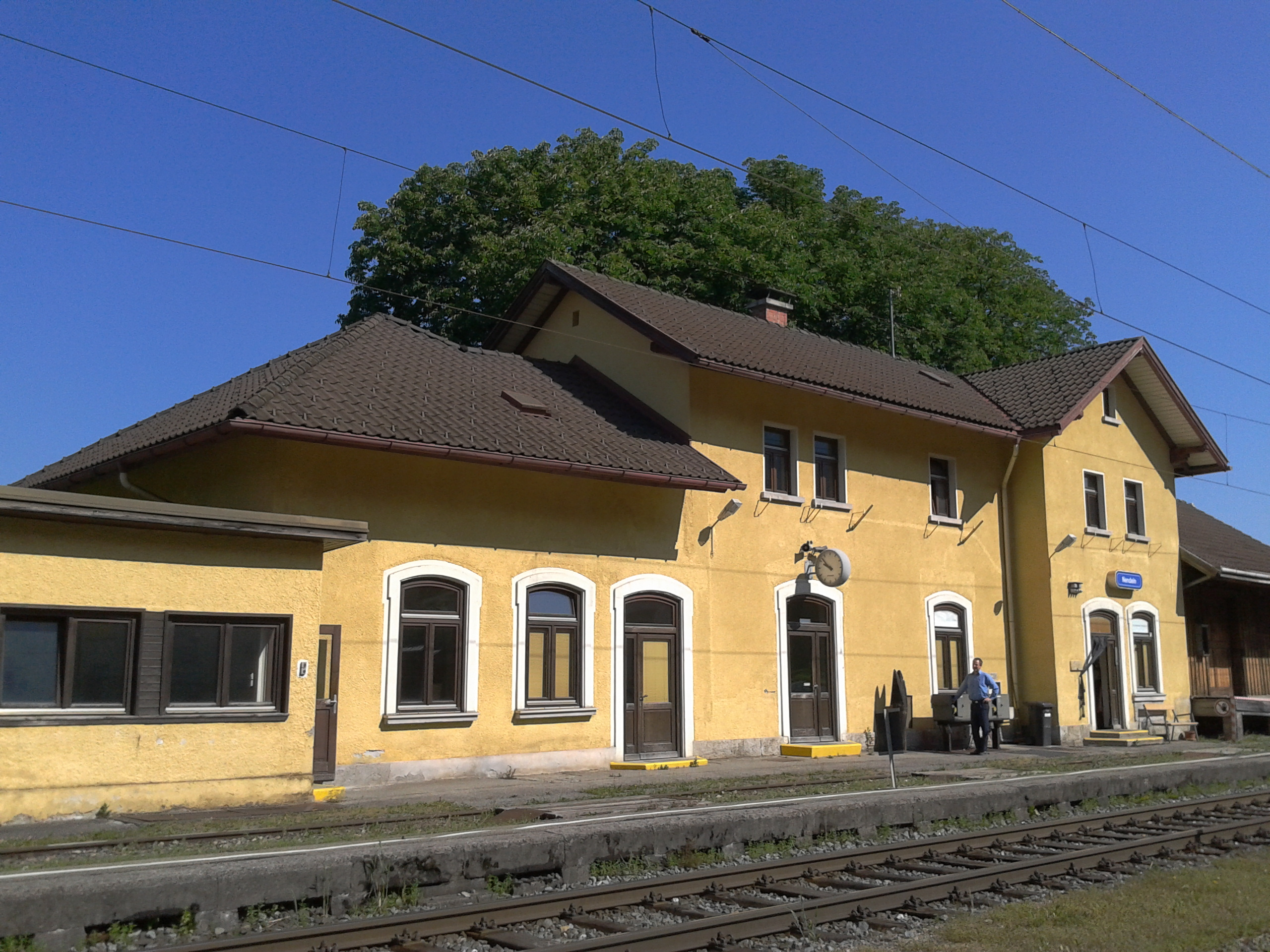
Залізнична станція
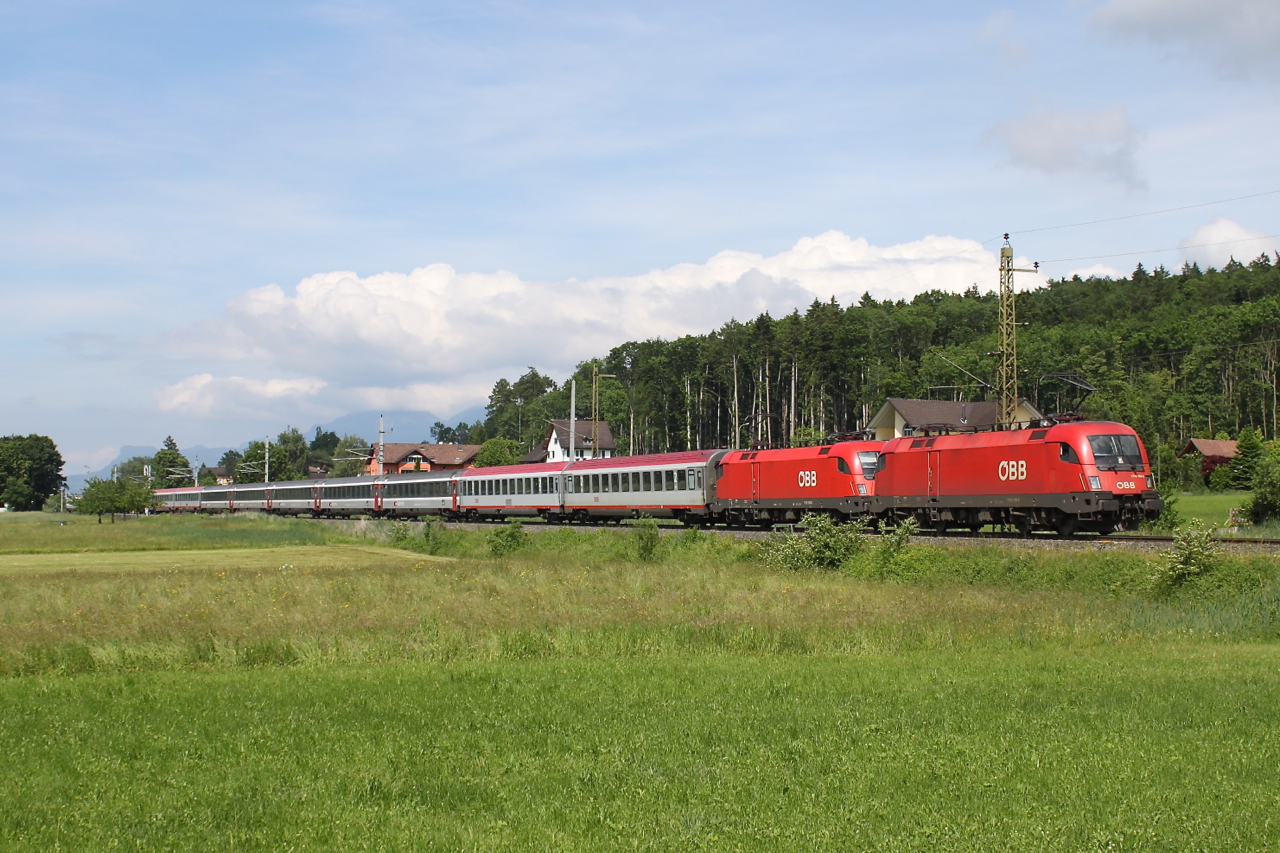
Поїзд EuroCity 162 "Transalpin" у Нендельні